# Захоплюючий час
«Захоплюючий час» (англ. The Spectacular Now) — романтична комедія, драма 2013 року режисера Джеймса Понсольдта. У головних ролях Майлз Теллер і Шейлін Вудлі. Прем'єра фільму відбулася 18 січня на кінофестивалі «Санденс 2013».

## Зміст
Старшокласник Саттер Кілі (Майлз Теллер) живе справжнім моментом і не будує планів на майбутнє. Він відвідує вечірки, на яких стає заводієм. Саттер час від часу п'є, страждаючи алкоголізмом, саме через що його і кидає дівчина. До безтями напився через це Саттера знаходить на вулиці дівчина Еймі (Шейлін Вудлі). Незважаючи на те, що Еймі, на відміну від Саттера, планує своє майбутнє, вони зближуються.

## Ролі
| Актор                 | Роль                     |
| --------------------- | ------------------------ |
| Майлз Теллер          | Саттер Кілі              |
| Шейлін Вудлі          | Еймі Фінекі              |
| Брі Ларсон            | Кессіді дівчина Саттера  |
| Масам Голден          | Ріки                     |
| Дайо Окена            | Маркус хлопець Кессіді   |
| Кайл Чендлер          | Томмі Кілі               |
| Дженніфер Джейсон Лі  | Сара Кілі                |
| Ніччи Фейрс           | Тара                     |
| Боб Оденкерк          | Ден                      |
| Ава Лондон            | Бетані                   |
| Вітні Гойн            | місіс Фінекі (мати Еймі) |
| Мері Елізабет Вінстед | Голлі Кілі               |

## Знімальна група
- Режисер — Джеймс Понсольдт
- Сценарист — Скотт Нейстадтер, Майкл Г. Узбер, Тім Терп
- Продюсер — Мішель Крумм, Ендрю Лорен, Шон Леві
- Композитор — Роб Саймонс